# 空穴論證

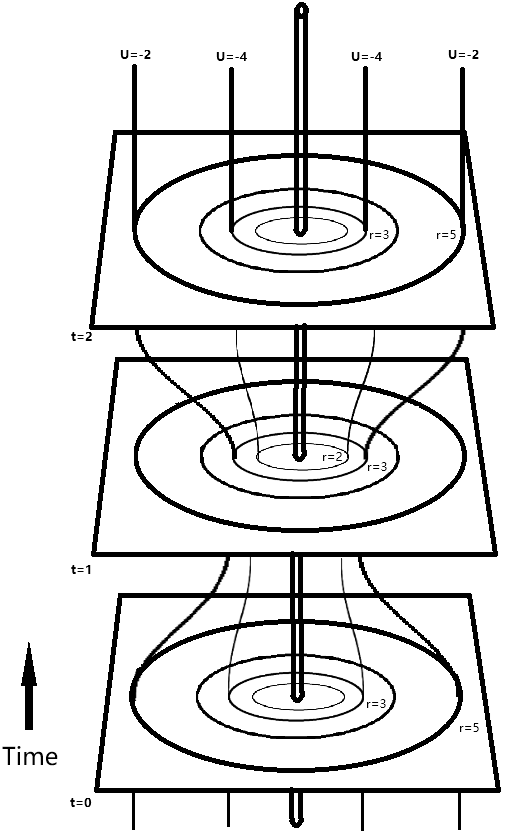
当绝对的“时空”尺度伸缩时，因为只能通过相对物质来定义时空，时空中的观察者无法区分其变化

空穴論證（英語：Hole argument）在廣義相對論中是一悖論，曾經在阿爾伯特·愛因斯坦往場方程式前進的路上帶來疑惑與困擾。此一論證與「流形實體論」（manifold substantialism）相對抗；流形本質論為一個將時空中事件的流形視為一實體（substance）之學理，其存在獨立於其內所含物質。

## 愛因斯坦的空穴論證
廣義協變性指出自然定律在所有參考系中必須相同，因此也在所有座標系統中相同。這個原則是阿爾伯特·愛因斯坦在選擇重力理論的場方程式的一個準據。在1913年，愛因斯坦在建構廣義相對論的過程中，他了解到他所發現的一些事物相當驚人，這些是廣義協變性的直接結果。他將這些困擾展示為所謂的「空穴論證」。
爱因斯坦相信，空穴佯谬暗示了对物理概念上地点和时间任何有意义的定义只能通过参考物质(而物质与能量已被质能公式指出实为同质)。一个处于虚无之中的空间“点”本身没有任何意义，因为它没有任何作为参考的尺度。“时空”的物理意义只在物质通过它们时才存在。他这样说道：
“All our space-time verifications invariably amount to a determination of space-time coincidences. If, for example, events consisted merely in the motion of material points, then ultimately nothing would be observable but the meeting of two or more of these points.”
(译文如下：“我们所有对时空的证明都最终取决于对时空中重合问题的研究。譬如，如果一些事件只是描述质点之间的运动，那么除了当它们两个或两个以上重合时，它们的运动是无法进行观察的。”)

他认为这是广义相对论中最深刻的一个启发。根据这个论证，所有关于时空的理论都需要受到这个问题的制约。约翰·施塔赫尔称这个论证为“点-重合论证”。